# 津和野警察署
津和野警察署（つわのけいさつしょ）は、島根県警察が管轄する警察署の一つである。

## 所在地
- 島根県鹿足郡津和野町森村ロ84番地2

## 管轄区域
- 島根県鹿足郡津和野町
- 島根県鹿足郡吉賀町

## 警察署
（）の中は所在地。
- 津和野警察署（鹿足郡津和野町森村ロ84番地2）

## 組織
- 総務課 - 総務係、会計係、被害者支援係、警察相談係
- 生活安全刑事課 - 生活安全係、告訴・告発対応係、捜査係、鑑識係
- 地域課 - 地域係、パトロール係
- 交通課 - 交通係
- 警備課 - 警備係

## 駐在所
（）の中は所在地。

### 津和野町
- 木部駐在所（鹿足郡津和野町中川548番地6）
- 日原駐在所（鹿足郡津和野町枕瀬975番地6）
- 青原駐在所（鹿足郡津和野町青原462番地6）

### 吉賀町
- 柿木駐在所（鹿足郡吉賀町柿木村柿木545番地1）
- 六日市駐在所（鹿足郡吉賀町六日市408番地6）
- 蔵木駐在所（鹿足郡吉賀町田野原65番地1）
- 七日市駐在所（鹿足郡吉賀町七日市499番地5）